# Корнету (комуна)
Корнету (рум. Cornetu) — комуна у повіті Ілфов в Румунії. До складу комуни входять такі села (дані про населення за 2002 рік):
- Буда (39 осіб)
- Корнету (4989 осіб)

Комуна розташована на відстані 16 км на південний захід від Бухареста, 148 км на південь від Брашова.

## Населення
За даними перепису населення 2002 року у комуні проживали 5028 осіб.
Національний склад населення комуни:
| Національність | Кількість осіб | Відсоток |
| -------------- | -------------- | -------- |
| румуни         | 4744           | 94,4%    |
| цигани         | 279            | 5,5%     |
| угорці         | 3              | 0,1%     |
| німці          | 1              | < 0,1%   |
| греки          | 1              | < 0,1%   |

Рідною мовою назвали:
| Мова       | Кількість осіб | Відсоток |
| ---------- | -------------- | -------- |
| румунська  | 4778           | 95,0%    |
| циганська  | 244            | 4,9%     |
| німецька   | 3              | 0,1%     |
| угорська   | 1              | < 0,1%   |
| грецька    | 1              | < 0,1%   |
| італійська | 1              | < 0,1%   |

Склад населення комуни за віросповіданням:
| Релігія        | Кількість осіб | Відсоток |
| -------------- | -------------- | -------- |
| православні    | 5003           | 99,5%    |
| не релігійні   | 7              | 0,1%     |
| римо-католики  | 5              | 0,1%     |
| адвентисти     | 4              | 0,1%     |
| бретрени       | 4              | 0,1%     |
| мусульмани     | 3              | 0,1%     |
| греко-католики | 1              | < 0,1%   |
| атеїсти        | 1              | < 0,1%   |